# Ata Manobo jezik
Ata Manobo jezik (ata of davao, atao manobo, langilan; ISO 639-3: atd), jezik podskupine Ata-Tigwa, šire filipinske skupine kojim govori oko 26 700 Negrita (2000 census) na južnofilipinskom otoku Mindanao.
Po starijoj klasifikaciji pripadao je južnofilipinskoj skupini

## Vanjske poveznice
- Ethnologue (14th)